# Ur-Hamlet
El Ur-Hamlet (el prefijo alemán Ur- significa "original") es una obra de un autor desconocido, que se cree que es Thomas Kyd o William Shakespeare. Ninguna copia de la obra, fechada por académicos de la segunda mitad de 1587, sobrevive hoy. Se sabe que la obra se representó en Londres, más específicamente en The Burbages Shoreditch Playhouse, como lo recuerda el autor isabelino Thomas Lodge. Se sabe que la obra tiene un personaje llamado Hamlet. El único otro personaje conocido de la obra es un fantasma que grita: "¡Hamlet, venganza!"

## Escritos relacionados
La relación entre Ur-Hamlet con la obra más conocida de Shakespeare Hamlet no está clara: algunas fuentes citan que puede contener eventos que supuestamente ocurrieron antes de la tragedia de Shakespeare o puede ser una versión temprana de esa obra. Se ha apuntado que el First Quarto en particular fue influenciado por el Ur-Hamlet .
Algunos eruditos creeen que Ur-Hamlet tuvo influencia de la obra alemana Der bestrafte Brudermord.

## Teorías de autoría
Thomas Nashe, en su introducción a Greene's Menaphon  (1589), escribe de una manera enigmática que parece dejar pistas sobre la identidad de los dramaturgos que han dejado el oficio de noverint (empleado del abogado) para recurrir a la escritura, y que están siendo influenciados por el dramaturgo romano Séneca, quien "si lo pones justo en una mañana helada, te dará Hamlets completos ..." Nashe luego escribe que sus seguidores son como el "niño" en Esopo. La referencia a "Hamlets" acredita la idea que ya hubo una obra de Hamlet en 1589. Algunas referencias, según algunos, contribuyen a la idea de Thomas Kyd, que era un noverint, y un dramaturgo influenciado por Séneca, y cuyo nombre es un homófono del "niño" de Esopo. Kyd podría ser el autor de Hamlets que menciona Nashe. 
Algunos sugieren que Ur-Hamlet es una versión temprana de la propia obra de Shakespeare, que apunta a la supervivencia de la versión de Shakespeare en tres textos iniciales bastante diferentes, Q1 (1603), Q2 (1604) y F (1623), y ofrecen la posibilidad de que fuese revisada por el autor durante un largo período. Si bien el cotejo exacto del texto breve y aparentemente primitivo de Q1 con los textos publicados más tarde no concuerdan; Hardin Craig ha sugerido que puede ser un borrador anterior de la obra y, por lo tanto, confirmaría que Ur-Hamlet es simplemente el antecesor de la obra de Shakespeare. Esta opinión es sostenida de alguna forma por Harold Bloom, Peter Alexander y Andrew Cairncross, quienes declararon: "Se puede suponer, hasta que se demuestre lo contrario, que ni  el Hamlet de Shakespeare y ningúna otra es la obra mencionada por Nashe en 1589 y Henslowe en 1594". Harold Jenkins, en su edición de Arden de 1982, rechaza esta afirmación.